# Nikolaj Pavlovitsj Ivanov-Radkevitsj
Nikolaj Pavlovitsj Ivanov-Radkevitsj (Russisch: Николай Павлович Иванов-Радкевич) (Krasnojarsk, 10 februari 1904 – Moskou, 4 februari 1962) was een Russisch componist, muziekpedagoog en dirigent.

## Levensloop
Ivanov-Radkevitsj kreeg zijn basisopleiding aan het Knappen-gymnasium van zijn geboortestad. Hij studeerde aan het Moskou Conservatorium P. I. Tsjaikovski onder andere compositie bij Reinhold Glière en instrumentatie bij Sergej Vasilenko (1872-1956). In 1928 studeerde hij af. In 1939 promoveerde hij tot kandidat in de kunstgeschiedenis.
Van 1929 tot 1941 en van 1943 tot 1948 was hij verbonden als docent (vanaf 1939 als professor) aan het eerder genoemde Moskou Conservatorium. Vanaf 1952 tot hij met pensioen ging, vormde hij onderdeel van de faculteit voor militaire dirigenten aan hetzelfde conservatorium. Ivanov-Radkevitsj was een vooraanstaand professor en hoofd van de leerstoel voor instrumentatie van het conservatorium en verschillende jaren decaan van de faculteit voor compositie. Verder was hij hoofd  van de partituurstudie aan de faculteit voor militaire dirigenten. Tot zijn leerlingen behoren V. Detistov, L. Didkovski, N. Zoedin, B. Korostelev, V. Kroetsjinin, A. Krjoetsjkov, A. Koezmenko, J. Makarov, N. Makarova, V. Martynov, B. Pentsjoek, D. Pertsev, V. Peters, V. Toetoenov, A. Tsjernich, Valeri Ivanovitsj Petrov en V. Joerovski.
In 1943 werd hij onderscheiden met de Stalinprijs en in 1957 als Persoonlijkheid van de kunsten van de RSFSR. Ivanov-Radkevitsj was meerdere jaren bestuurslid van de Commissie voor militaire muziek en van de Federatie van componisten in de Sovjet-Unie. Verder was hij directeur van de sectie van componisten voor harmonieorkesten in Moskou.
Als componist schreef hij werken voor orkest (symfonieën, Suites, ouvertures etc.) voor harmonieorkest, een cantate, vocale muziek, koormuziek en kamermuziek.

## Composities

### Werken voor orkest

#### Symfonieën
- 1928 Symfonie Nr. 1
- 1932 Symfonie Nr. 2
- 1937 Symfonie Nr. 3
- 1945 Symfonie Nr. 4

#### Suites
- 12 suites voor orkest, waaronder
- Детские картинки (Kinderen schilderijen)
- Картинки русской природы (Schilderijen uit de Russische natuur)
- Албанские напевы (Albanees liederen)
- Славянские танцы (Slavische dansen)

#### Ouvertures
- 1938 Русская увертюра (Russische ouverture)
- 1950 Торжественная увертюра на удмурт. темы (Feestelijke ouverture over Oedmoertse thema's)

#### Andere werken voor orkest
- 1936 Рапсодия на укр. нар. темы (Rapsodie over Oekraïense volksthema's)
- 1942 Героическая поэма (Heroïsch gedicht)

### Werken voor harmonieorkest
- 1932 Увертюра на темы песен народов СССР (Ouverture op thema's van liederen der volken van de Sovjet-Unie)
- 1948 Plechtige ouverture
- 1950 Russische Rapsodie
- 1952 Ouverture-Fantasie
- 1955 De dag van de overwinning, symfonisch gedicht
- 1957 Увертюра на темы революционных песен (Ouverture op thema's van revolutionaire liederen)
- 1959 Symfonie Nr. 5, voor harmonieorkest
- Две пьесы на темы горских народов (Twee stukken op thema's van de bergvolken)
- Увертюра на народные темы"(к 20-летию Октября) (Ouverture over de eigen thema's (tot de 20e jubileum van de Oktoberrevolutie)

#### Marsen
- 1937 Марш на русские темы (Mars over Russische thema's)
- 1941 Капитан Гастелло (Kapitein Gastello)
- 1941 Родная Москва (Geliefd Moskou)
- 1941 Победный марш (Overwinningsmars)
- 1942 Recreatie van de mensen
- 1943 Варяг (Varjaag) Varjaag
- 1944 Nachimovets
- 1944 Garderegimentmars
- 1944 В боевой поход (In het gevecht)
- 1945 Знамя победы (Het vaandel van de overwinning)
- 1945 "Парад победы" марш (De parade van de overwinning)
- 1948 Московский марш (Moskouse mars)
- 1951 Марш Советской Армии (Mars van het Sovjetleger)
- "Артек" марш (Artek-mars)
- "Аврора" марш (Aurora-mars)
- "Балтиец" марш (Balt-mars)
- Молодежный марш (Mars van de Jeugd)
- Гвардейский встречный марш ВМФ (Mars van de Gardeofficieren van de Marine)
- Нахимовец мстители (Nachimov-wreker)
- "20 лет ВЛКСМ" марш (20 jaar "Vsesojoeznyj Leninski kommoenistitsjeski sojoez molodjozji" (VLKCM) Komsomol-mars)
- Русский марш (Russische mars)
- Спортивный марш (Sportieve mars)
- "Труд" марш (werkmars)

### Cantates
- 1940 Cantate

### Kamermuziek
- Sonata, voor altviool en piano
- Sonata-poem, voor klarinet en piano

### Werken voor piano
- Sonata-poem, voor piano

## Publicaties
- Nokolaj Pavlovitsj Ivanov-Radkevitsj: Общие основы инструментовки для духового оркестра (Algemene grondlagen van de instrumentatie voor blaasorkesten), 1934, 2e editie samen met E. B. Vilkovirom, 1937 - Het was het standaardwerk voor de cursussen van militaire dirigenten aan het conservatorium van Moskou.